# Wagrier

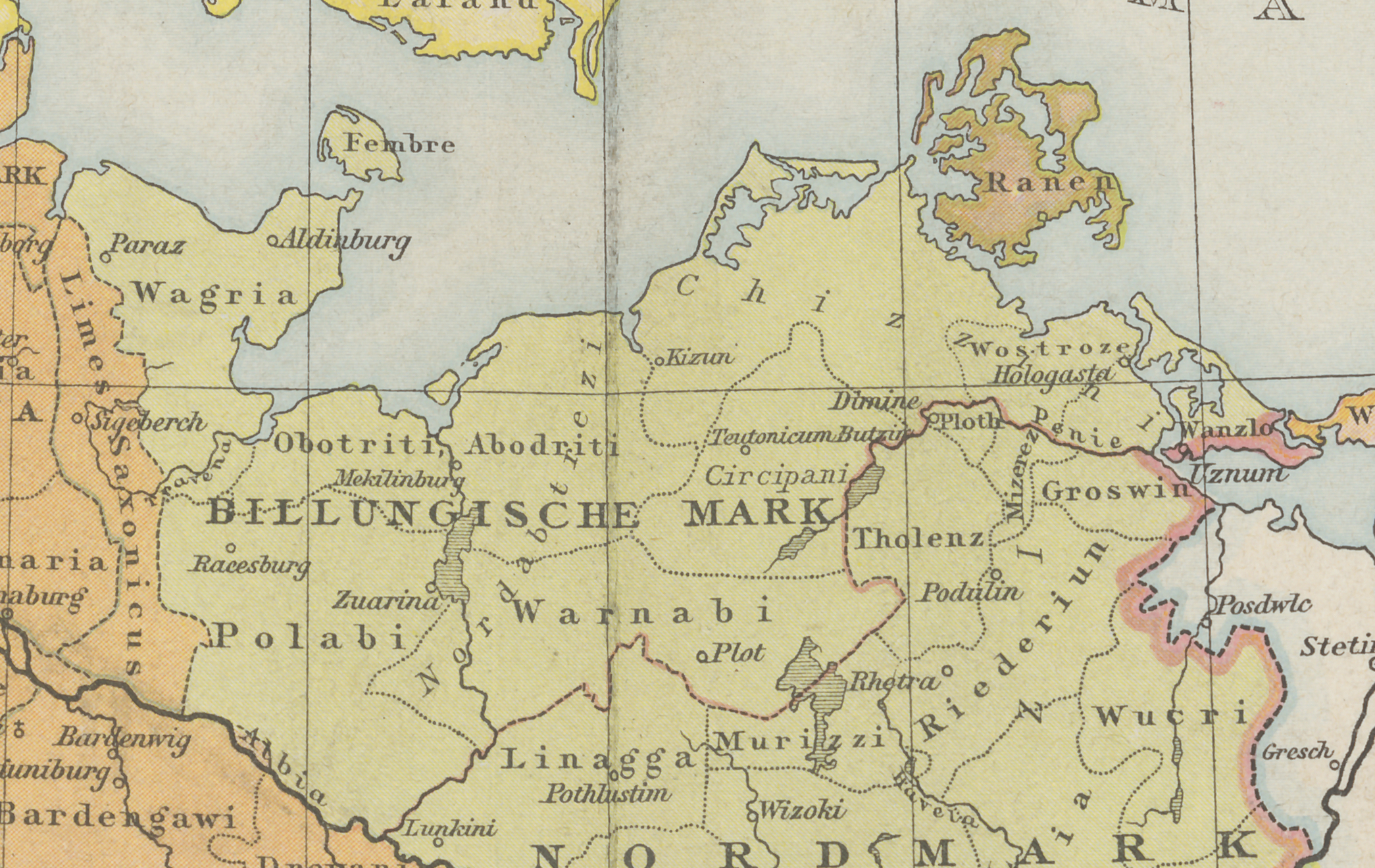
Stammesgebiet der Wagrier Wagria um das Jahr 1000

Die Wagrier (auch Waigri bzw. Waari) waren ein während des Mittelalters in Wagrien ansässiger Teilstamm des westslawischen Stammesverbandes der Abodriten. Von ihnen leitet sich der Name Wagrien (Waierland, Wagerland, Wagrien (slawisch): ‚die an den Buchten leben‘) für den nordöstlichen Teil Holsteins ab.

## Name
Die Wagrier werden erstmals für das Jahr 967 von Widukind von Corvey in seiner Sachsengeschichte als Waari erwähnt. Der Name ist wahrscheinlich nicht slawischer, sondern altnordischer Herkunft und könnte als Buchtanwohner übersetzt werden. Es handelt sich also um eine Fremdbezeichnung. Früher wurde der Name der Wagrier von einer Minderheit deutscher Forscher unter Hinweis auf die Nestorchronik auch mit dem Namen des germanischen Stammes der Variner in Verbindung gebracht und die slawischen Wagrier statt der Wikinger als Ursprung der Waräger eingestuft; diese nur auf lautlicher Ähnlichkeit beruhende Position gilt heute zumeist als widerlegt, wird aber insbesondere in der russischen Forschung teils weiterhin vertreten, die unter Verweis auf diese Hypothese einen Beitrag skandinavischer Krieger zur russischen Staatsbildung bestreitet.

## Siedlungsgebiet

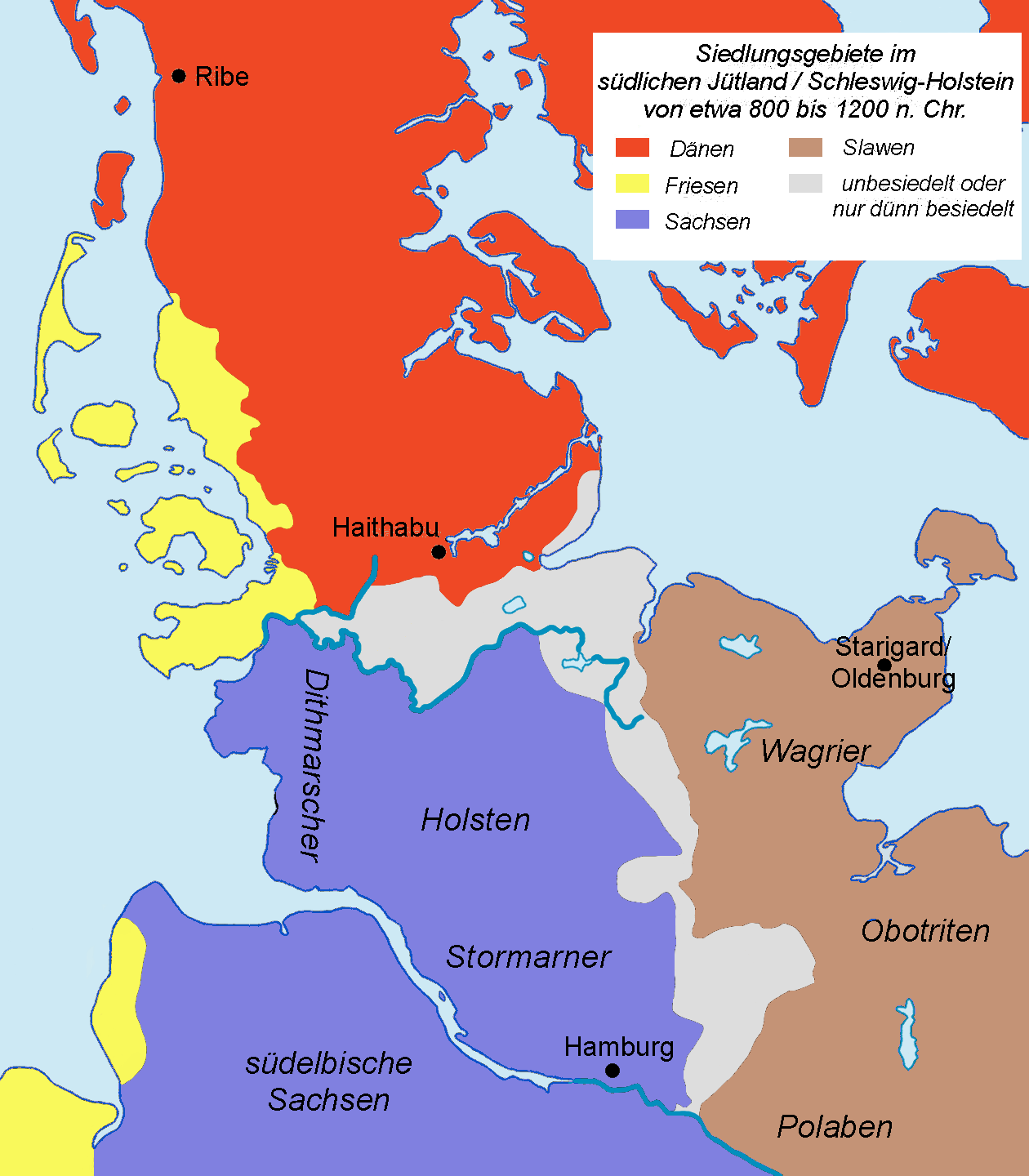
Siedlungsgebiete der Wagrier und Polaben (in braun) in der Wikingerzeit im heutigen Schleswig-Holstein

Die Wagrier waren der nordwestlichste Teilstamm des slawischen Stammesverbandes der Abodriten. Ihr Siedlungsraum umfasste im 12. Jahrhundert die Gebiete Ostholsteins und Plön und grenzte im Westen an den Limes Saxoniae bzw. die Schwentine  und im Süden an die Trave. Hauptburg der Wagrier war der Seehandelsplatz Starigard/Oldenburg. Dort befand sich der Sitz des Teilstammfürsten nebst Kultort, ein der Gottheit Prove geweihter Eichenhain. Ein weiterer Kultort existierte in Plön (Plune). Das Teilstammesgebiet gliederte sich in die Burgbezirke Oldenburg, Plön, Lütjenburg, Eutin (Utin), Süsel und Dargun (Warder).
Demgegenüber beschränkte sich das Siedlungsgebiet im Frühmittelalter zunächst auf eine verhältnismäßig kleine Siedlungskammer um Oldenburg. Ab dem 9. Jahrhundert entstand ein größeres Siedlungsgebiet im Umfeld der Burgen Bosau, Scharstorf und Belau. Dort entstanden im 10. Jahrhundert die Burgen Plön, Eutin-Uklei und Hassendorf. Ungefähr zur gleichen Zeit wurden im Gebiet um Lütjenburg die Burgwälle Giekau, Stöfs I und II sowie Sechendorf errichtet.

## Geschichte
Wann der Teilstamm der Wagrier entstanden ist, konnte noch nicht geklärt werden. Einigkeit besteht lediglich insoweit, als er sich insbesondere zur Zeit der slawischen Landnahme und im 8. und 9. Jahrhundert noch nicht gebildet hatte. Die Wallanlagen bzw. Burgen der Wagrier wurden archäologisch insbesondere von Karl Wilhelm Struve erforscht und dokumentiert.
Die ersten Erwähnungen der Wagrier und ihres Fürsten (subregulus) Selibur 967/8 in mehreren voneinander unabhängigen zeitgenössischen Quellen markieren den Beginn einer bis ins 12. Jahrhundert reichenden zeitweiligen Selbständigkeit der wagrischen Fürsten neben den abodritischen Samtherrschern, die ihrerseits in Mecklenburg residierten. Nach dem Tode Gottschalks 1066 erlangte der Wagrier Kruto sogar die Herrschaft über den gesamten abodritischen Stammesverband.
Die Wagrier widerstanden verhältnismäßig lange den deutschen Bemühungen um eine Christianisierung. Nach der Unterwerfung durch Otto I. im frühen 10. Jahrhundert wurden zumindest Teile des Adels zum Christentum bekehrt, die im Gegenzug ihre Stellung behielten. In Aldenburg gegenüber der Insel Fehmarn wurde dann um 968 erstmals ein Bistum innerhalb der Billungermark gegründet, das allerdings bereits in den slawischen Aufständen von 983 und 990 wieder unterging. Nach einer neuerlichen Einsetzung ging das Bistum 1066 abermals unter, diesmal für fast ein Jahrhundert. Mit Kruto gelangte dabei ein Vertreter des heidnischen Teils des Adels an die Macht, sicheres Anzeichen dafür, dass eine Christianisierung der Bevölkerung nicht stattgefunden hatte.
Als nach dem Tod des Kaisers Lothar 1137 in Sachsen Machtkämpfe ausbrachen, versuchte der wagrische Fürst Pribislaw die Oberhoheit über Wagrien zu erlangen, scheiterte aber an einer Einnahme der kaiserlichen Siegesburg in Segeberg. Der neu eingesetzte Graf von Holstein und Stormarn, Heinrich von Badewide, zerstörte daraufhin im Winter 1138/39 die Dörfer der Wagrier, tötete das Vieh und vernichtete die Vorräte. Die Bevölkerung floh in die Burgen, in denen erwartungsgemäß Hungersnöte ausbrachen. Als im Sommer 1139 die Saat aufgegangen war, wurden die Felder der Wagrier gegen den Willen des Grafen von den Holsten verwüstet und die stark befestigte Burg Plön erobert. Pribislaw musste sich geschlagen auf die ihm vom Grafen als Herrschaftsgebiet zugebilligte wagrische Halbinsel zurückziehen und spielte politisch keine Rolle mehr. Wagrien wurde im gleichen Zuge zu Holstein gelegt und verlor damit seine territoriale Selbständigkeit. Herzog Heinrich der Löwe gab Wagrien als Lehen an den Grafen Adolf II. von Holstein. Dieser holte für die vertriebenen Wagrier unter großen finanziellen Anstrengungen ab 1143 Friesen, Westfalen und Niederländer ins Land und siedelte diese in den westlichen und südlichen Teilen Wagriens an, um die von den Holsten geschlagene Lücke in der abgabenpflichtigen Bevölkerung zu schließen. Die nördlichen Gebiete um Oldenburg und Lütjenburg blieben zunächst rein wagrisch besiedelt. Die Nachkommen der Wagrier gingen in den folgenden Jahrhunderten in der zugewanderten deutschen Bevölkerung auf und übernahmen deren Sprache.
Die Wagrier waren im westlichen Ostseeraum gefürchtete Piraten, die nach Wikingerart vor allem die dänischen Inseln drangsalierten.